# Holiday Europe
Holiday Europe Limited est une compagnie aérienne charter bulgare créée en 2019 et basée à Sofia.

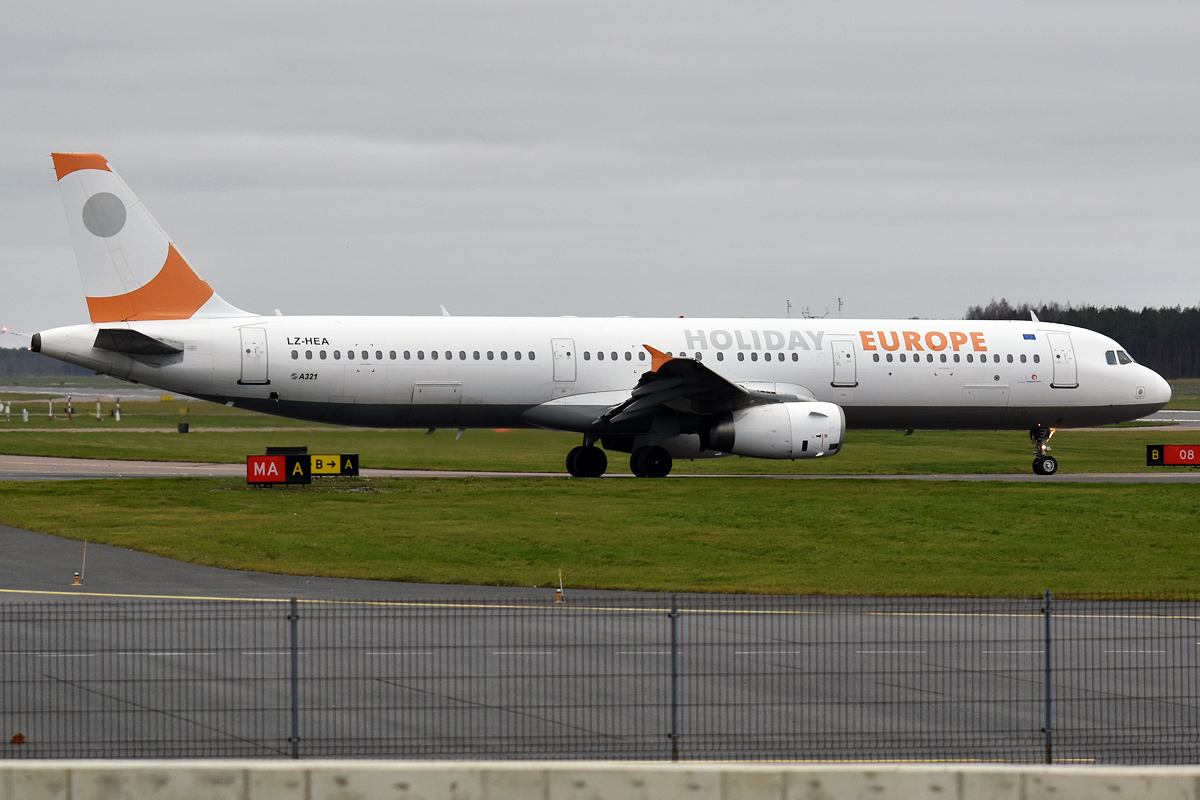
Un Airbus A321-231, LZ-HEA, de la compagnie Holiday Europe

## Histoire
En août 2019, la compagnie aérienne turque Onur Air annonce investir dans la création de la nouvelle compagnie aérienne. Onur Air a fourni à la nouvelle compagnie aérienne son premier avion - un Airbus A321 - et elle continuera à soutenir la compagnie aérienne techniquement et logistiquement jusqu'à nouvel ordre. Onur Air détient 49% de Holiday Europe comme le permet la loi européenne.
Le 24 août 2019, la compagnie aérienne reçoit son certificat d'exploitation aérienne (AOC).

## Destinations
La compagnie aérienne assure des vols charters à partir de plusieurs aéroports européens vers des destinations de touristiques au bord de la Méditerranée, aux îles Canaries, en Égypte et aux Émirats arabes unis.

## Flotte
En décembre 2020, la compagnie exploite les avions ci-dessous :